# 게리 허버트
게리 리처드 허버트(Gary Richard Herbert, 1947년 5월 7일 ~ )는 미국의 정치인이다.

## 학력
- 브리검영 대학교

## 경력
- 1990 ~ 2004 유타 카운티 위원회 위원
- 2005.01 ~ 2009.08 제6대 유타주 부지사
- 2009.08 ~ 2021.01 제17대 유타주 주지사
- 2014.07 ~ 2015.07 전국 주지사 연합 부의장
- 2015.07 ~ 2016.07 전국 주지사 연합 의장

## 역대 선거 결과
| 선거명        | 직책명      | 대수 | 정당   | 득표율 | 득표수    | 결과 | 당락             |
| ------------- | ----------- | ---- | ------ | ------ | --------- | ---- | ---------------- |
| 2004년 선거   | 유타 부지사 | 6대  | 공화당 | 57.74% | 531,190표 | 1위  | 유타 부지사 당선 |
| 2008년 선거   | 유타 부지사 | 6대  | 공화당 | 77.73% | 682,409표 | 1위  | 유타 부지사 당선 |
| 2010년 재선거 | 유타 주지사 | 17대 | 공화당 | 64.07% | 412,151표 | 1위  | 유타 주지사 당선 |
| 2012년 선거   | 유타 주지사 | 17대 | 공화당 | 68.41% | 688,592표 | 1위  | 유타 주지사 당선 |
| 2016년 선거   | 유타 주지사 | 17대 | 공화당 | 66.74% | 750,850표 | 1위  | 유타 주지사 당선 |